# Fédération malienne du jeu d'échecs
La Fédération malienne du jeu d'échecs (FMJE) est l'organisme qui a pour but de promouvoir la pratique des échecs au Mali.
Affiliée à la Fédération internationale des échecs depuis 1978, la FMJE est également membre de l'Association internationale des échecs francophones.